# 室岡里美
室岡 里美（むろおか さとみ、1990年8月21日 - ）は、北海道テレビ放送（HTB）のアナウンサー。

## 来歴
石川県加賀市出身。身長166cm。星稜高等学校、立教大学経済学部卒業後、2013年に北海道テレビ放送にアナウンサーとして入社。同期は高橋春花、西野志海（共に退社済み）。
2023年10月2日放送分より、「イチオシ!!」メインキャスターに就任。「おにぎりあたためますか」のレギュラーMC5人（後に4人）のうちの1人としても、TEAM NACSの大泉洋・戸次重幸と共に出演している。

## 人物
- 好きなものは水瓜、いか、たこ。嫌い（苦手）なものは納豆、オクラ、山芋などのねばねばしたもの[1]。
- タラコアレルギーである。
- 兄が一人おり、JAXAで働いている。
- 水泳で15年の競技歴がある[1]。
- 周囲からは、「小僧」「わんぱく」と呼ばれることがある。
- もしアナウンサーになっていなかったら、自然に囲まれた場所で定食屋を営みたかった。[3]
- 特技は一輪車で片足で前進することができる[1]。
- 2014年4月25日、札幌ドームの北海道日本ハムファイターズ対千葉ロッテマリーンズ戦において始球式に登板[4]。
- 2018年5月9日、イチオシ!モーニングのエンディングにて結婚したことを発表。
- 同局の元アナウンサーである石沢綾子とは同じ誕生日（8月21日）。
- 旅行先で何かしらのトラブルを起こしてしまうジンクスを持っているらしく、直近のハワイ旅行でトラブルを起こしたのを夫に注意されて逆上し、喧嘩したことをおにぎりあたためますか出演時に話したところ、大泉洋から「あなたたちはあまり旅行しない方がいい」「大事な旅行で必ず（トラブルや喧嘩を）やってるもん」、戸次重幸からは「喧嘩しに行ってるところがあるじゃないですか、あなたたちの旅行」とそれぞれ呆れ気味に言われてしまった[5]。
- 2023年9月29日、9年半担当したイチモニ!からイチオシ!!へ異動。

## 出演
現在
- イチオシ!! - メインMC（過去にスポーツコーナーを担当した経験あり）
- おにぎりあたためますか - レギュラーMC（当初は佐藤麻美の産休代理だったが、2017年9月12日放送分よりレギュラーに昇格）
- ハナタレナックス - 進行役（不定期）
- FFFFF - ナレーション（不定期）
- HTBノンフィクション - ナレーション（不定期）
- HTBニュース（平日11時42分 - 45分、不定期）

過去
- イチモニ!（スポーツコーナー、メインMC）
- ひよコレ!
- アナちゃん（不定期）
- 全国高校野球選手権大会中継（朝日放送テレビ、2013年） - アルプススタンドリポート